# Sân bay Yên Bái
Sân bay Yên Bái nằm ở phường Nam Cường, thành phố Yên Bái, tỉnh Yên Bái, VN

## Lịch sử
Sân bay Yên Bái là một trong ba sân bay quân sự chiến lược của miền Bắc được xây dựng từ đầu những năm 1960. Sân bay hoàn thành và đưa vào sử dụng năm 1968.

## Cơ sở hạ tầng
Sân bay quân sự có tổng diện tích 279,47 ha và chiều dài đường cất, hạ cánh là 2.400 m thuận lợi cho việc sử dụng theo hình thức lưỡng dụng (kết hợp khai thác dân dụng và quốc phòng) thuộc địa phận các xã: Nga Quán, Cường Thịnh, huyện Trấn Yên; phường Nam Cường và xã Tuy Lộc, thành phố Yên Bái.

## Hoạt động
Đây là sân bay quân sự, đủ điều kiện thuận lợi để có thể sử dụng kết hợp phát triển kinh tế và quốc phòng nếu được Chính phủ cho phép. Ngoài ra, ở Yên Bái còn có ba sân bay dã chiến khác, từ thời kháng chiến chống Pháp: Sân bay Nghĩa Lộ, Sân bay Nậm Khất, Sân bay Đông Cuông.

## Tiềm năng
Trong đợt tới thăm và làm việc tại tỉnh Yên Bái ngày 4/3/2010, Chủ tịch nước Nguyễn Minh Triết thăm đề nghị tỉnh chủ động khai thác tiềm năng, lợi thế để đẩy nhanh tốc độ tăng trưởng. Chủ tịch nước đề nghị Bộ Giao thông Vận tải và Bộ Quốc phòng quy hoạch, mở rộng sân bay tại tỉnh Yên Bái nhằm phục vụ phát triển kinh tế.

## Tai nạn
Ngày 12.11.2009, sau tiếng nổ lớn, một máy bay quân sự MiG-21 đã rơi xuống chân đồi, sát khu dân cư tại thành phố Yên Bái, khiến 2 phi công thiệt mạng. Tại hiện trường, chiếc máy bay cháy đen, phần đầu đâm vào hẻm đồi giáp đường 379, toàn bộ vỡ vụn.